# Labastidette
Labastidette este o comună în departamentul Haute-Garonne din sudul Franței. În 2009 avea o populație de 2.099 de locuitori.

## Evoluția populației
| An        | 1975 | 1982 | 1990 | 1999  | 2006  | 2009  |
| --------- | ---- | ---- | ---- | ----- | ----- | ----- |
| Populație | 559  | 656  | 980  | 1.328 | 1.785 | 2.099 |